# 可児ショッピングプラザパティオ
可児ショッピングプラザパティオ（かにショッピングプラザパティオ、Kani Shopping Plaza Patio）は、岐阜県可児市下恵土にあるショッピングセンター。核店舗はヨシヅヤ可児店。ヨシヅヤの東濃地区唯一の店舗である。

## 概要
地元主導型のショッピングセンターで、1987年（昭和62年）6月に一部の地権者が土地の有効活用の相談をしたのが始まりである。
翌1988年（昭和63年）6月に義津屋とショッピングセンターを共同開発することで合意。同年12月にはニチイから一部地権者に出店の申し入れがあったものの、1989年（平成元年）1月に義津屋と開発を進めることを最終決定し、同年5月には全地権者200筆60名と賃貸借契約を結び、可児市や可児商工会に対して出店構想を伝えた。
ところが、可児市が大型店の進出が多い地区で「大型店出店抑制都市」であったことから要件を満たさないとして、同年8月に商工会から出店却下の意見書を提出された。そこで、同年9月に地元の商業者の出資により「株式会社アップル」を設立し、地元主導型で地域の商業者の承認が得られることなどが要件とされたことから、同年10月にショッピングセンター開発のための要望書を提出。同年11月には中部通産局と岐阜県、可児市と可児商工会に出店事業計画概要書を提出した。また、同月には出店を希望する地元商業者による「アップル共栄会」を設立した。こうした活動が実り、同年12月に可児商工会が地元主導型ショッピングセンターであるとして、特例で受理することを決議した。
1990年（平成2年）には、可児市と広域調整の対象となる美濃加茂市で、出店計画事前説明会を開催するなど手続きを進めた。
こうした経緯を経て10年をかけ、1997年（平成9年）4月21日に開業した。ファッション志向の強いテナント構成で、開業時には想定よりも広域からの来店客を集めた。
開業後20年を迎え、2017年（平成19年）11月には改装リフレッシュオープンしている。
2023年（令和5年）11月23日、1階に無印良品ヨシヅヤ可児店が開店し、その店舗内に可児市立図書館分館の「カニミライブ図書館」が開設された

## 店舗構造
鉄骨造り地上3階建て（一部は4階建て）、開業時には噴水のある吹き抜け広場が設置されていた。
駐車場は、店舗の建物より一段低く作られた平面駐車場と屋上駐車場のほか、道路を挟んでデッキで繋がっている立体駐車場が設置されている。

## 主なテナント
テナントの詳細については「ヨシヅヤ可児店」公式サイトを参照。

## アクセス
- 名鉄広見線 新可児駅とJR太多線 可児駅から歩いて15分程度[3]。
- 可児市コミュニティバス「さつきバス」 - パティオヨシヅヤ可児店バス停下車[8]。
- 国道248号沿いにある[1][3]。